# Stephen R. Donaldson
Pour les articles homonymes, voir Donaldson.
Œuvres principales
- Les Chroniques de Thomas Covenant

Stephen Reeder Donaldson, né le 13 mai 1947 à Cleveland en Ohio, est un écrivain de fantasy et de science-fiction américain.

## Biographie
Donaldson passe une partie de son enfance en Inde et devient objecteur de conscience pendant la guerre du Viêt Nam. Il obtient une maîtrise à l'université de Wooster et une autre à l'université d'État de Kent, toutes deux situées dans l'Ohio. Il habite actuellement au Nouveau-Mexique.
En 1966, en tant que militant bisexuel, il fonde la Student Homophile League à Columbia University et New York University. En 1967, l'Université Columbia reconnait officiellement ce groupe, ce qui en fait le premier collège des États-Unis à reconnaître officiellement un groupe d'étudiants gays.
Il fait partie de cette génération d'auteurs qui se sont fait connaître dans les années 1970 et 1980.

## Analyse de l'œuvre
Comme beaucoup de ses pairs, Donaldson a été influencé par l'œuvre de J. R. R. Tolkien. S'y ajoutent celles de Robert E. Howard, de C. S. Lewis, de Mervyn Peake et aussi les opéras de Richard Wagner. Il subit également l'influence de Roger Zelazny — il est un grand fan du cycle des Princes d'Ambre — qui lui inspire sa première série, Mordant's Need. Donaldson mentionne aussi l'influence stylistique de Joseph Conrad, Henry James et William Faulkner.
- Les Chroniques de Thomas Covenant

C'est la série de fantasy qui a rendu Donaldson célèbre. Son héros est un lépreux devenu sauveur dans un monde parallèle. Les deux premières trilogies paraissent entre 1977 et 1983. Une nouvelle série commence en 2004.
- Le Cycle des seuils

Il s'agit d'un space opera qui mélange des personnages de la mythologie wagnérienne transposés dans un futur apocalyptique, et des éléments de science-fiction classique (voyages dans l'espace, conflit avec des extra-terrestres). La série reflète à la fois les préoccupations habituelles de l'auteur (torture, souffrance, conflits éthiques), mais aussi celles de l'Amérique du début des années 1990 : manipulations génétiques, manipulations politiques, terrorisme, émergence du Quart Monde. 
- Autres ouvrages

Donaldson fait également incursion dans la littérature policière avec la série des L'homme qui (The Man Who), sous le pseudonyme de Reed Stephens. Il a également publié des recueils de nouvelles.

## Œuvres

### Les Chroniques de Thomas Covenant

#### Les Premières Chroniques de Thomas Covenant
1. Les Chroniques de Thomas l'incrédule, Flamme, 1985 ((en) Lord Foul's Bane, 1977)  (ISBN 2-277-02113-X)Réédité sous le titre La Malédiction du Rogue aux éditions Le Pré aux clercs en 2006
2. Le Réveil du titan, Flamme, 1985 ((en) The Illearth War, 1978)  (ISBN 2-277-02127-X)Réédité sous le titre La Retraite maudite aux éditions Le Pré aux clercs en 2006
3. L'Éternité rompue, J'ai lu, 1988 ((en) The Power that Preserves, 1979)  (ISBN 2-277-22406-5)Réédité sous le titre La Terre dévastée aux éditions Le Pré aux clercs en 2007

#### Les Deuxièmes Chroniques de Thomas Covenant
1. Le Rituel du sang, Le Pré aux clercs, 2007 ((en) The Wounded Land, 1980)  (ISBN 978-2-84228-245-5)
2. L'Arbre primordial, Le Pré aux clercs, 2008 ((en) The One Tree, 1982)  (ISBN 978-2-84228-246-2)
3. Le Pouvoir de l'or blanc, Le Pré aux clercs, 2009 ((en) White Gold Wielder, 1983)  (ISBN 978-2-84228-247-9)

#### Les Dernières Chroniques de Thomas Covenant
1. (en) The Runes of the Earth, 2004
2. (en) Fatal Revenant, 2007
3. (en) Against All Things Ending, 2010
4. (en) The Last Dark, 2013

### SérieL'Appel de Mordant
1. Le Miroir de ses rêves, Presses de la Cité, 1989 ((en) The Mirror of Her Dreams, 1986)  (ISBN 2-258-02705-5)
2. (en) A Man Rides Through, 1987
  1. Un cavalier passe, Presses de la Cité, 1989  (ISBN 2-258-02706-3)
  2. Le Feu de ses passions, Presses de la Cité, 1990  (ISBN 2-258-03180-X)

### SérieLe Cycle des seuils
1. La Véritable Histoire, Pocket, 1992 ((en) The Gap into Conflict: The Real Story, 1990)  (ISBN 2-266-04671-3)
2. Le Savoir interdit, Pocket, 1993 ((en) The Gap into Vision: Forbidden Knowledge, 1991)  (ISBN 2-266-04672-1)
3. L'Éveil du dieu noir, Pocket, 1994 ((en) The Gap into Power: A Dark and Hungry God Arises, 1992)  (ISBN 2-266-05530-5)
4. (en) The Gap into Madness: Chaos and Order, 1994
5. (en) The Gap into Ruin: This Day All Gods Die, 1996

### SérieThe Man Who
The Man Who est une série de romans policiers.
1. Overdose, G. de Villiers, 1989 ((en) The Man Who Killed His Brother, 1980)  (ISBN 2-7386-0038-7)
2. (en) The Man Who Risked His Partner, 1984
3. (en) The Man Who Tried to Get Away, 1990
4. (en) The Man Who Fought Alone, 2001

### SérieThe Great God's War
1. (en) Seventh Decimate, 2017
2. (en) The War Within, 2019
3. (en) The Killing God, 2022

### Recueils de nouvelles
- (en) Daughter of Regals, 1984Paru également sous le titre Daughter of Regals and Other Tales
- (en) Reave the Just and Other Tales, 1988
- (en) The Best of Stephen R. Donaldson, 2011
- (en) The King’s Justice, 2015

### Nouvelles
- (en) What Makes Us HumanPubliée dans The 1985 Annual World's Best SF en 1985 et également dans Berserker Base, édité par Fred Saberhagen, puis dans Reave the Just and Other Tales

### Essais
- (en) Epic Fantasy in the Modern World: A Few Observations, 1986

## Récompenses
| Année | Prix                                                                           | Décerné pour                       |
| ----- | ------------------------------------------------------------------------------ | ---------------------------------- |
| 1979  | Prix British Fantasy - Meilleur roman                                          | Les Chroniques de Thomas Covenant  |
| 1979  | Prix Astounding du meilleur nouvel écrivain                                    |                                    |
| 1981  | Prix Balrog - Meilleur roman                                                   | Le Rituel du sang                  |
| 1983  | Prix Balrog - Meilleur roman                                                   | L'Arbre primordial                 |
| 1983  | Prix Saturn - Meilleur roman                                                   | L'Arbre primordial                 |
| 1985  | Prix Balrog - Meilleur recueil de nouvelles                                    | Daughter of Regals and Other Tales |
| 1988  | Prix du Science Fiction Book Club - Livre de l'année                           | The Mirror of Her Dreams           |
| 1989  | Prix du Science Fiction Book Club - Livre de l'année                           | A Man Rides Through                |
| 1989  | The College of Wooster Distinguished Alumni Award                              |                                    |
| 1990  | Prix Julia-Verlanger (France)                                                  | Mirror of Her Dreams               |
| 1991  | Prix des lecteurs (WIN/WIN Popular Fiction Readers Choice)                     |                                    |
| 1992  | Prix du festival de littérature de fantasy d'Atlanta                           |                                    |
| 1997  | Prix du président, The International Association for the Fantastic in the Arts |                                    |